# Saint-Jean-de-Fos
Saint-Jean-de-Fos este o comună în departamentul Hérault din sudul Franței. În 2009 avea o populație de 1.517 de locuitori.

## Evoluția populației
| An        | 1975 | 1982 | 1990  | 1999  | 2006  | 2009  |
| --------- | ---- | ---- | ----- | ----- | ----- | ----- |
| Populație | 861  | 905  | 1.011 | 1.160 | 1.422 | 1.517 |